# 임금님전대 킹오저
《임금님전대 킹오저》(일본어: 王様戦隊キングオージャー)는 슈퍼 전대 시리즈 47번째 작품이자 2023년 3월 5일부터 2024년 2월 25일까지 TV 아사히 계열에서 방영했으며, 2024년 3월 2일부터 같은 해 6월 22일까지 파워레인저 킹덤포스로 더빙판으로 방영했다.

## 시놉시스
압도적인 강력함을 상징하는 《국왕》.
어느 날, 「지구」에서 사는 사람들에게 지제국 「바그나라크」가 덤벼든다.
그런 세계의 평화를 어지럽히는 적을 쓰러트리기 위해 집결한 것은 초 캐릭터가 짙은 《임금님》들!
공업의 나라 「슈갓덤」의 “자칭” 왕・쿠와가타 오저, IT 테크놀로지의 나라 「은코소파」의 국왕・톰보 오저, 예술과 의료의 나라 「이샤바나」의 여왕・카마키리 오저, 빙설의 중립국 「곳칸」의 국왕・파피용 오저, 농업의 나라 「토후」의 영주・하치 오저 5명!
왕의 증거이기도 한 변신검 《오저 칼리버》와 변형방패 무기 《킹스 웨폰》을 손에 들고 싸우는 《임금님》 히어로들.
그들은 과거에 「지구」를 지켜왔다는 곤충형기계생명체 수호신 《슈갓》들이 합체한 최강의 로봇 《킹오저》에 타 적과 싸운다.
그 이름은, 임금님전대 킹오저!!

## 등장인물

### 킹오저
기라(쿠와가타 오저 / 스태그비틀 레드)사카이 타이세이 / 더빙: 석승훈 ■
얀마 가스토 / 얀마 거스트(톰보 오저 / 드래곤플라이 블루)와타나베 아오토 / 더빙: 오건우 ■
히메노 란(카마키리 오저 / 맨티스 옐로)무라카미 에리카 / 더빙: 장채연 ■
리타 카니스카(파피용 오저 / 파피용 퍼플)히라카와 유즈키 / 더빙:김진아 ■
카구라기 디보우스키 / 크라브론 디보스키(하치 오저 / 호넷 블랙)카쿠 소우 / 더빙:고구인 ■
제라미 브라시에리(스파이더 쿠모노스 / 스파이더 화이트)이케다 마사시 / 더빙: 김현욱 ■

### 조력자
시오키라 / 트리고치와타 유헤이 / 김병현
세바스찬요시미츠 히로토 / 이상헌
모르포냐하세가와 카스미 / 김서현
쿠로코 / 거무치칸자키 하지메 / 김태환
코가네 & 분 / 미멜라 & 론호시노 안나, 키소 미나토 / 양은한, 김서현
아카 & 우스바 & 마유타 / 칠리 & 판탈 & 네우라오카노 카이토, 미나미 호쿠토, 하야카와 나기사 / 김현욱, 장태혁, 임지연
스즈메 디보우스키 / 아베하 디보스키카무라 마미 / 이다은
카라스 데 한 / 비아노르 데 한요시 레이 / 곽규미

### 지제국 바그나라크
데즈나라크 8세시무라 토모유키 / 시영준
카메짐 / 린제버그미키 신이치로 / 송준석
다이고그 / 코프리스타카구치 코스케 / 안장혁

### 슈갓덤 정권
라클레스 하스티(오오쿠와가타 오저 / 스태그비틀 실버)야노 마사토 / 양석정 ■
두가모리오카 유타카 / 신우철
보시마르후쿠자와 쥬분 / 송준석

### 우충왕 군단
우충왕 댜그다드 듀자르단이시다 아키라 / 엄상현
고마 로자리아 / 알락 로잘리아야마지 카즈히로 / 이동윤
히루비루 리치 / 히르디니아 리치사와시로 미유키 / 송하림
미논간 모즈세키 토모카즈 / 장태혁
글로디 로이코디움아마노 코세이 / 최재호

## 전용 무장
오저 칼리버 (킹덤 칼리버)
킹스 웨폰 (킹덤 웨폰)
킹스 핫라인 (킹덤 핫라인)
킹 스피더 (킹덤 스피더) : 쿠와가타 오저 전용의 사슴벌레 모티브 호버 바이크. 전작의 엔야라이돈에 이은 주인공 레드 전용 바이크다.
쿠모노 슬레이어 (웹 슬레이어)
베노믹스 슈터
오저 크라운 랜스 (킹덤 크라운 랜스)
오저 칼리버 ZERO (킹덤 칼리버 ZERO)

## 등장 메카

### 슈갓
- 갓 쿠와가타 (갓 스태그비틀)
- 갓 톰보 (갓 드래곤플라이)
- 갓 카마키리 (갓 맨티스)
- 갓 파피용
- 갓 하치 (갓 호넷)
- 갓 쿠모 (갓 스파이더)
- 갓 텐도 (갓 레이디버그)
- 갓 앤트
- 갓 카부토 (갓 비틀)
- 갓 스콜피온
- 갓 호퍼
- 갓 타란튤라
- 갓 코카서스 카부토 (갓 코카서스 비틀)

### 가디언 웨폰
- 가디언 롤링
- 가디언 스네일
- 가디언 시케이다
- 가디언 피드
- 가디언 헤라클레스

### 로봇
메인 메카
- 1호 메카 - 킹오저 (갓 엠페러)
  - 카부토 킹오저 (비틀 갓 엠페러)
  - 스콜피온 킹오저 (스콜피온 갓 엠페러)
  - 호퍼 킹오저 (호퍼 갓 엠페러)
- 2호 메카 - 타란튤라 나이트
- 3호 메카 - 킹 코카서스 카부토 (킹 코카서스 타이탄)

슈퍼 합체
- 슈퍼 합체 1호 메카 - 레전드 킹오저 (레전드 갓 엠페러)
- 슈퍼 합체 2호 메카 - 익스트림 킹오저 (익스트림 갓 엠페러)

궁극 합체
- 궁극 합체 메카 - 갓 킹오저 (그레이트 갓 엠페러)

악역 메카
- 악역 메카 - 킹오저 ZERO (갓 엠페러 ZERO)

## 에피소드
1화: 나는 왕이로소이다
2화: 누구를 위한 왕인가
3화: 제멋대로 바치리라
4화: 영주의 환대
5화: 겨울의 왕이 오다
6화: 왕의 귀환
7화: 신의 분노
8화: 왕과 왕자의 결투
9화: 기라 도주중
10화: 전설의 수호신
11화: 괴기! 거미 가면의 사나이
12화: 여섯 번째 왕
13화: 화가 난 거미
14화: 못훈과 함께
15화: 스즈메에게 병문 안에
16화: 10대의 재판장
17화: 왕은 도망치지 않는다.
18화: 시작의 왕관
19화: 임금님전대 킹오저
20화: 왕과 왕의 결투
21화: 나아가라 왕도를
22화: 슈갓 대집합
23화: 슈갓덤의 움직이는 성
24화: 틈새의 왕 VS 나락의 왕
25화: 왕과 백성의 싸움
26화: 신 왕국의 탄생
27화: 우충왕의 부활
28화: 셔플 킹즈
29화: 왕의 실격
30화: 얼어붙은 천칭
31화: 2000년의 사랑
32화: 조우! 공룡!
33화: 집합! 왕과 공룡!
34화: 슈갓 가면의 공격
35화: 울면 안돼, 바보 너구리
36화: 히메노의 맛선 대작전
37화: 이로키의 난
38화: 부동의 아이돌 데뷔
39화: 은코소파 정상결전
40화: 나는 왕이자 왕자이니라
41화: 우주를 구할때
42화: 라클레스 왕의 비밀
43화: 패왕의 대죄
44화: 왕의 증표, 진정한 여섯왕국 동맹
45화: 왕을 잇는 자들
46화: 생명의 아름다움을 알아라
47화: 신을 입다물게 하라
48화: 잘 있거라, 친애하는 백성들이여
49화: 왕은 여기에 있다
50화: 우리들이 세계를 지배한다

## 주제가
오프닝 - 전력 킹

## 삽입곡
INFERNO
Try & Fight
World Is Mine!
Ignorantia juris nocet
宴じゃオージャー！
Walking in the King
Brand new world
The Prophet
Pride & Brave

## 평가
| 이전 아바타로전대 돈브라더즈 | 제47대 슈퍼 전대 시리즈 2023년 3월 5일 ~ 2024년 2월 25일 | 다음 폭상전대 분붐저 |

## 같이 보기
- 펼쳐지는 스카이! 프리큐어
- 가면라이더 기츠(1화 ~ 27화)
- 가면라이더 갓챠드(28화 ~ 50화)
- 수전전대 쿄류저